# Saint-Michel-sur-Savasse
Saint-Michel-sur-Savasse é uma comuna francesa na região administrativa de Auvérnia-Ródano-Alpes, no departamento de Drôme. Estende-se por uma área de 11,11 km². Em 2010 a comuna tinha 586 habitantes (densidade: 52,7 hab./km²).